# Nazionali europee di calcio
Le Nazionali di calcio europee sono le formazioni calcistiche poste sotto l'egida dell'UEFA.

## Competizioni
Le Nazionali europee partecipano alle qualificazioni per il campionato continentale (la cui vittoria garantiva — sino al 2017 — la presenza nella FIFA Confederations Cup) e mondiale, venendo ripartite in gruppi sulla base del proprio ranking.
A partire dal 2018, le squadre prendono inoltre parte alla UEFA Nations League.

## Nazionali affiliate all'UEFA
Al 2019, sono 55 le squadre nazionali che risultano affiliate all'UEFA. Il numero non rispecchia fedelmente la realtà continentale dell'Europa, in quanto non esiste — per esempio — una rappresentativa del Regno Unito: sono invece presenti quattro nazionali, ognuna a sé stante (in rappresentanza di Scozia, Inghilterra, Galles e Irlanda del Nord). Città del Vaticano e Monaco non hanno una propria rappresentativa.

### Nazionali attuali
| Nº | Nazione                                                                    | Continente    | Federazione    | Codice      | Data di affiliazione | Data di affiliazione | Note |
| Nº | Nazione                                                                    | Continente    | Federazione    | Codice      | FIFA                 | UEFA                 | Note |
| -- | -------------------------------------------------------------------------- | ------------- | -------------- | ----------- | -------------------- | -------------------- | --- |
| 1  | Albania                                                                    | Europa        | 1930           | ALB         | 1932                 | 15 giugno 1954       | |
| 2  | Austria                                                                    | Europa        | 1904           | AUT         | 1905                 | 15 giugno 1954       | |
| 3  | Belgio                                                                     | Europa        | 1895           | BEL         | 21 maggio 1904       | 15 giugno 1954       | |
| 4  | Bulgaria                                                                   | Europa        | 1923           | BUL         | 1924                 | 15 giugno 1954       | |
| 5  | Cecoslovacchia Rep. Ceca                                                   | Europa        | 1901 1993      | TCH CZE     | 1907                 | 15 giugno 1954       | |
| 6  | Danimarca                                                                  | Europa        | 1889           | DEN         | 21 maggio 1904       | 15 giugno 1954       | |
| 7  | Finlandia                                                                  | Europa        | 1907           | FIN         | 1908                 | 15 giugno 1954       | |
| 8  | Francia                                                                    | Europa        | 1919           | FRA         | 21 maggio 1904       | 15 giugno 1954       | |
| 9  | Galles                                                                     | Europa        | 1876           | WAL         | 1910                 | 15 giugno 1954       | |
| 10 | Germania Ovest Germania (dal 1990)                                         | Europa        | 1900           | FRG GER     | 1904                 | 15 giugno 1954       | |
| 11 | Grecia                                                                     | Europa        | 1926           | GRE         | 1927                 | 15 giugno 1954       | |
| 12 | Inghilterra                                                                | Europa        | 1863           | ENG         | 1905                 | 15 giugno 1954       | |
| 13 | Irlanda                                                                    | Europa        | 1921           | IRL         | 1923                 | 15 giugno 1954       | |
| 14 | Irlanda del Nord                                                           | Europa        | 1880           | NIR         | 1911                 | 15 giugno 1954       | Irlanda (1882-1954) |
| 15 | Islanda                                                                    | Europa        | 1947           | ISL         | 1947                 | 15 giugno 1954       | |
| 16 | Italia                                                                     | Europa        | 1898           | ITA         | 1905                 | 15 giugno 1954       | |
| 17 | Jugoslavia (1943-1992) - Jugoslavia (1992-2002) Serbia e Montenegro Serbia | Europa        | 1919 2002 2006 | YUG SCG SRB | 1921                 | 15 giugno 1954       | |
| 18 | Lussemburgo                                                                | Europa        | 1908           | LUX         | 1910                 | 15 giugno 1954       | |
| 19 | Norvegia                                                                   | Europa        | 1902           | NOR         | 1908                 | 15 giugno 1954       | |
| 20 | Paesi Bassi                                                                | Europa        | 1889           | NED         | 21 maggio 1904       | 15 giugno 1954       | |
| 21 | Polonia                                                                    | Europa        | 1919           | POL         | 1923                 | 15 giugno 1954       | |
| 22 | Portogallo                                                                 | Europa        | 1914           | POR         | 1923                 | 15 giugno 1954       | |
| 23 | Romania                                                                    | Europa        | 1909           | ROU         | 1923                 | 15 giugno 1954       | |
| 24 | Unione Sovietica Comunità degli Stati Indipendenti Russia                  | Asia - Europa | 1912 1992      | URS CIS RUS | 1912                 | 15 giugno 1954       | |
| 25 | Scozia                                                                     | Europa        | 1873           | SCO         | 1910                 | 15 giugno 1954       | |
| 26 | Spagna                                                                     | Europa        | 1909           | ESP         | 21 maggio 1904       | 15 giugno 1954       | |
| 27 | Svezia                                                                     | Europa        | 1904           | SWE         | 21 maggio 1904       | 15 giugno 1954       | |
| 28 | Svizzera                                                                   | Europa        | 1895           | SUI         | 21 maggio 1904       | 15 giugno 1954       | |
| 29 | Ungheria                                                                   | Europa        | 1901           | HUN         | 1906                 | 15 giugno 1954       | |
| 30 | Malta                                                                      | Europa        | 1900           | MLT         | 1959                 | 21 agosto 1960       | |
| 31 | Cipro                                                                      | Asia - Europa | 1934           | CYP         | 1948                 | 17 aprile 1962       | |
| 32 | Turchia                                                                    | Asia - Europa | 1923           | TUR         | 1923                 | 17 aprile 1962       | |
| 33 | Liechtenstein                                                              | Europa        | 1934           | LIE         | 1974                 | 22 maggio 1974       | |
| 34 | San Marino                                                                 | Europa        | 1931           | SMR         | 1988                 | 24 giugno 1988       | |
| 35 | Fær Øer                                                                    | Europa        | 1979           | FRO         | 1988                 | 19 aprile 1990       | |
| 36 | Armenia                                                                    | Asia - Europa | 1992           | ARM         | 1992                 | 25 giugno 1992       | |
| 37 | Estonia                                                                    | Europa        | 1921           | EST         | 1923                 | 25 giugno 1992       | |
| 38 | Georgia                                                                    | Asia - Europa | 1990           | GEO         | 1992                 | 25 giugno 1992       | |
| 39 | Lettonia                                                                   | Europa        | 1921           | LVA         | 1922                 | 25 giugno 1992       | |
| 40 | Lituania                                                                   | Europa        | 1922           | LTU         | 1923                 | 25 giugno 1992       | |
| 41 | Ucraina                                                                    | Europa        | 1991           | UKR         | 1991                 | 25 giugno 1992       | |
| 42 | Bielorussia                                                                | Europa        | 1989           | BLR         | 1992                 | 17 giugno 1993       | |
| 43 | Croazia                                                                    | Europa        | 1912           | CRO         | 1992                 | 17 giugno 1993       | |
| 44 | Moldavia                                                                   | Europa        | 1990           | MDA         | 1994                 | 17 giugno 1993       | |
| 45 | Slovacchia                                                                 | Europa        | 1938           | SVK         | 1994                 | 17 giugno 1993       | |
| 46 | Azerbaigian                                                                | Asia - Europa | 1992           | AZE         | 1994                 | 28 aprile 1994       | |
| 47 | Israele                                                                    | Asia          | 1928           | ISR         | 1929                 | 28 aprile 1994       | AFC (1954-1974); provvisorio OFC (1974-1979); provvisorio UEFA (1980-1984); provvisorio OFC (1985-1991); provvisorio UEFA (1991-1994) |
| 48 | Macedonia del Nord                                                         | Europa        | 1948           | MKD         | 1994                 | 28 aprile 1994       | |
| 49 | Slovenia                                                                   | Europa        | 1920           | SVN         | 1994                 | 28 aprile 1994       | |
| 50 | Andorra                                                                    | Europa        | 1994           | AND         | 1996                 | 29 giugno 1996       | |
| 51 | Bosnia ed Erzegovina                                                       | Europa        | 1992           | BIH         | 1996                 | 30 aprile 1998       | |
| 52 | Kazakistan                                                                 | Asia - Europa | 1914           | KAZ         | 1994                 | 25 aprile 2002       | AFC (1994-2002) |
| 53 | Montenegro                                                                 | Europa        | 1931           | MNE         | 2007                 | 26 gennaio 2007      | |
| 54 | Gibilterra                                                                 | Europa        | 1895           | GBZ         | 13 maggio 2016       | 24 maggio 2013       | |
| 55 | Kosovo                                                                     | Europa        | 1946           | KOS         | 13 maggio 2016       | 2 maggio 2016        | |

### Nazioni non riconosciute dalla UEFA
| Nº | Nazione                                                                    | Continente    | Federazione    | Codice      | Data di affiliazione | Data di affiliazione | Note |
| Nº | Nazione                                                                    | Continente    | Federazione    | Codice      | FIFA                 | UEFA                 | Note |
| -- | -------------------------------------------------------------------------- | ------------- | -------------- | ----------- | -------------------- | -------------------- | --- |
| 1  | Irlanda Irlanda del Nord                                                   | Europa        | 1880           | IRL NIR     | 1911                 | 15 giugno 1954       | Questa nazionale irlandese è l'attuale Nazionale dell'Irlanda del Nord. Rappresentava, dalla fondazione della IFA, l'intera isola d'Irlanda, che era allora una delle quattro nazioni del Regno Unito. Con la fondazione della FAI in seguito a contrasti interni e ancor maggiormente con l'indipendenza successiva della Repubblica d'Irlanda, la IFA ha mantenuto il proprio ruolo ma stavolta limitato ai nuovi confini del territorio nordirlandese. |
| 2  | Germania Ovest Germania                                                    | Europa        | 1900           | FRG GER     | 1904                 | 15 giugno 1954       | Dal 1949 al 1990 la DFB non poté esercitare alcun controllo nelle regioni orientali della nazione, sotto occupazione sovietica e costituitesi in una propria federazione. Il movimento calcistico tedesco occidentale mantenne comunque un'assoluta superiorità sia a livello di club che di Nazionale rispetto alla Germania Est. |
| 3  | Jugoslavia (1920-1992) - Jugoslavia (1992-2003) Serbia e Montenegro Serbia | Europa        | 1919 2003 2006 | YUG SCG SRB | 1921                 | 15 giugno 1954       | La FSSHS fu fondata nel 1919 come federazione dello Stato che sarà poi denominato Jugoslavia. In seguito alla Guerra dei Balcani del 1992, ogni nazione del vecchio Stato si scisse costituendo una propria federazione e nazionale. La giurisdizione della federazione si ridusse quindi ai soli territori di Serbia e Montenegro fino al 2006, quando anche il Montenegro si divise limitando il controllo della federazione al solo movimento calcistico serbo. |
| 4  | Unione Sovietica Comunità degli Stati Indipendenti Russia                  | Asia - Europa | 1912 1992      | URS CIS RUS | 1912                 | 15 giugno 1954       | La VFS fu fondata nel 1912 come organo dirigente del calcio nell'Impero russo. In seguito alla Rivoluzione sovietica fu ridenominata nel 1924 come federazione dell'Unione Sovietica. Il crollo dell'URSS portò la Nazionale dapprima a presentarsi al campionato europeo del 1992 come Comunità degli Stati Indipendenti e subito dopo a disgregarsi, lasciando alla Federazione il controllo del solo calcio della neocostituita Russia. È questo forse il principale caso, fra quelli analizzati, in cui il cambiamento fu sostanziale, dato il grande peso del calcio ucraino all'interno del movimento calcistico sovietico, che a livello di club vide per lunghi periodi la Dinamo Kiev come squadra leader. |
| 5  | Cecoslovacchia Rep. Ceca                                                   | Europa        | 1901 1993      | TCH CZE     | 1907                 | 15 giugno 1954       | La CMFS fu fondata nel 1901 come federazione calcistica della Boemia. Nel 1920, in seguito alla creazione della Cecoslovacchia, ampliò la sua giurisdizione sulla Slovacchia. Il contributo slovacco, non indifferente a livello di Nazionale, fu invece molto limitato nel campionato locale, dominato dalle squadre di Praga. Tornata alla sua giurisdizione originaria in un primo periodo fra il 1938 e il 1945, dal 1993 divenne la Federazione calcistica ceca. |

### Nazionali non più esistenti
| Nº | Nazione      | Continente | Federazione | Codice | Data di affiliazione | Data di affiliazione | Note |
| Nº | Nazione      | Continente | Federazione | Codice | FIFA                 | UEFA                 | Note |
| -- | ------------ | ---------- | ----------- | ------ | -------------------- | -------------------- | --- |
| 1  | Saar         | Europa     | 1950        | SAA    | 1950                 | 15 giugno 1954       | La Nazionale della Saarland aderì alla FIFA nel 1950 e fu membro fondatore della UEFA. La Federazione, e conseguentemente la Nazionale, furono soppresse nel 1956 in seguito all'annessione da parte della Germania Ovest.        |
| 2  | Germania Est | Europa     | 1949        | DDR    | 1951                 | 15 giugno 1954       | La Nazionale della Germania Est fu creata nel 1949, aderì alla FIFA nel 1951 e fu membro fondatore della UEFA. La Federazione, e conseguentemente la Nazionale, furono soppresse nel 1990 in seguito alla riunificazione tedesca. |

## Selezioni non UEFA
1. Abcasia
2. Alderney
3. Andalusia
4. Anglesey
5. Aragona
6. Asturie
7. Azzorre
8. Bretagna
9. Cantabria
10. Cartagena
11. Catalogna
12. Cecenia
13. Cilento
14. Cipro del Nord
15. Città del Vaticano
16. Comunità Valenciana
17. Contea di Nizza
18. Cornovaglia
19. Corsica
20. Cosacchi
21. Crimea
22. Due Sicilie
23. Ebridi Esterne
24. Estremadura
25. Fiandre
26. Franconia
27. Frøya
28. Gagauzia
29. Galizia
30. Gotland
31. Gozo
32. Guernsey
33. Helgoland
34. Hitra
35. Isole di Hyères
36. Isola di Man
37. Isola di Wight
38. Isole Åland
39. Isole Baleari
40. Isole Canarie
41. Isole Orcadi
42. Isole Shetland
43. Jersey
44. Kaliningrad
45. Lapponia
46. Lussemburgo
47. Madera
48. Minorca
49. Monaco
50. Murcia
51. Navarra
52. Occitania
53. Ossezia del Sud
54. Padania
55. Paesi Baschi
56. Provenza
57. Repubblica Serba
58. Rezia
59. Rodi
60. Rom
61. Saaremaa
62. Sardegna
63. Sark
64. Saugeais
65. Sealand
66. Sicilia
67. Skåneland
68. Slesia
69. Vallonia
70. Terra dei Siculi